# Alejandro de Wurtemberg
Duque Alejandro de Wurtemberg (9 de septiembre de 1804 - 4 de julio de 1885) fue el padre del duque  Francisco de Teck ( yerno de Adolfo de Cambridge, I marqués de Cambridge), y el abuelo de la reina María (consorte del rey Jorge V).

## Biografía
Su padre fue el duque Luis de Wurtemberg, hermano del  rey Federico I de Wurtemberg y de la emperatriz María Feodorovna de Rusia. Su madre fue la princesa Enriqueta de Nassau-Weilburg, una bisnieta del rey Jorge II de Gran Bretaña a través de su hija mayor Ana, princesa real. Fue el único hijo varón del matrimonio.
Siguió la carrera militar en el ejército del Imperio austríaco. En un baile en la capital vienesa conoció a la condesa húngara Claudia Rhédey de Kis-Rhéde (1812-1814), de la que se enamoraría y con la que contraería matrimonio morganático el 2 de mayo de 1835.
El matrimonio tuvo tres hijos:
- la princesa Claudia de Teck (1836-1894), soltera;
- Francisco, duque de Teck (1837-1900), casado con la princesa María Adelaida de Cambridge;
- la condesa Amalia de Hohenstein (1838-1893), casada con el conde Paul von Hügel.[3]

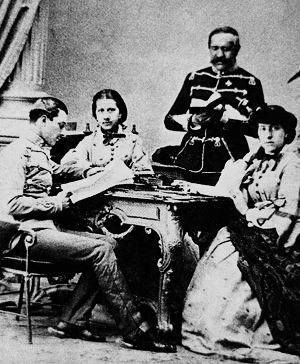
Alejandro con sus tres hijos: Francisco, Claudia y Amalia (circa 1863)

Su esposa fue nombrada condesa de Hohenstein y siguiendo las reglas del matrimonio morgánatico, los hijos obtuvieron el título de su madre, condes de Hohenstein, desde el nacimiento y no tuvieron derecho a los títulos de su padre ni a ningún estatus real por herencia.
En 1841, su esposa fue arrollada fatalmente por un escuadrón de caballería, durante un desfile militar, y quedó mentalmente inestable, situación en la que permanecería hasta su muerte ese mismo año.
Hasta su madurez continuó su carrera militar en el arma de caballería. 
En 1863, sus hijos solteros (Claudia y Francisco) fueron elevados al rango de príncipes de Teck por el rey Guillermo I de Wurtemberg.
En 1871, su hijo Francisco fue nombrado duque de Teck por el rey Carlos I de Wurtemberg, cinco años después de su boda con la prima tercera de Alejandro (en descendencia del rey Jorge II de Gran Bretaña), la princesa María Adelaida de Cambridge. El ducado de Teck fue un título perteneciente al Reino de Wurtemberg.
Continuó residiendo en Viena hasta su muerte en 1885. Murió en la localidad de Tüffer en Eslovenia, entonces parte del Imperio austrohúngaro.

## Títulos, órdenes y empleos

### Títulos
- Su Alteza Real el duque Alejandro de Wurtemberg.[7]

### Órdenes

#### Reino de Wurtemberg
- Caballero gran cruz de la Orden de la Corona de Wurtemberg.[8]
- Caballero gran cruz de la Orden de Federico.[9]

#### Otros
- Caballero gran cruz de la Orden imperial de Leopoldo.[10] (1857, Imperio austríaco)
- Caballero de la Orden de San Alejandro Nevsky.[11] (Imperio ruso)
- Caballero de la Orden del Águila Blanca.[11] (Imperio ruso)
- Caballero de primera clase de la Orden de Santa Ana.[11] (Imperio ruso)
- Caballero de la Orden del Águila Negra.[11] (Reino de Prusia)
- Caballero de primera clase de la Orden del Águila Roja.[11] (Reino de Prusia)
- Caballero de la Orden de la Corona de Ruda.[11] (Reino de Sajonia)
- Caballero de la Orden del León de Oro.[11] (Reino de los Países Bajos)
- Caballero gran cruz de la Orden de San José.[11] (Gran Ducado de Toscana)
- Caballero gran cruz de la Orden de la Fidelidad.[11] (Gran Ducado de Baden)
- Caballero gran cruz de la Orden del León de Zahringen.[11] (Gran Ducado de Baden)

### Empleos

#### Civiles
- Miembro de la Cámara de los Señores del Reino de Wurtemberg.[12]

#### Militares

##### Imperio austríaco
- Inspector del Instituto de Equitación.[13]

- General de artillería.[11]

- 1850-¿?: Coronel propietario del Regimiento de húsares n.º 11.[11][14]